# Технолого-гуманитарный университет в Радоме
Технолого-гуманитарный университет им. Казимира Пулавского в Радоме (Uniwersytet Technologiczno-Humanistyczny im. Kazimierza Pułaskiego w Radomiu) – высшее учебное заведение технического и гуманитарного профиля в Радоме.

## История
Основан в Радоме в 1950 году под названием Инженерная школа NOT (Naczelna Organizacja Techniczna – Главная техническая организация). В 1965–1974 гг. существовал как Келецко-радомская вечерняя инженерская школа, потом – Келецко-радомская инженерная академия. В 1974 году на её основе был создан Свентокшиский политехнический институт (Politechnika Świętokrzyska), из которого в 1978 г. выделено Высшую инженерную школу в Радоме им. Казимира Пулавского. 11 сентября 2012 г. Высшая инженерная школа в Радоме  переименована в Технолого-гуманитарный университет им. Казимира Пулавского в Радоме.

## Факультеты

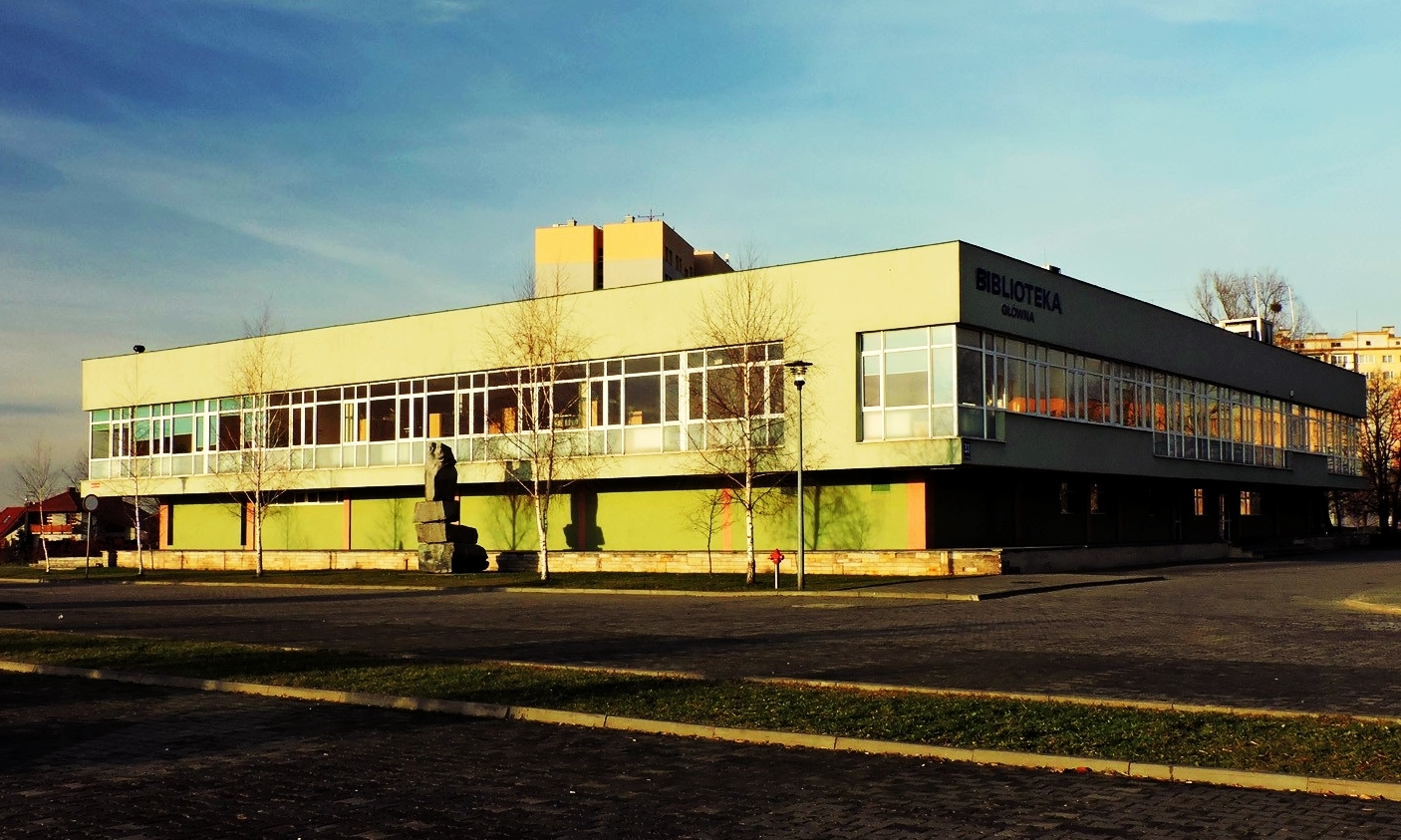
Здание Главной библиотеки.

Технолого-гуманитарный университет им. Казимира Пулавского в Радоме ведёт обучение на 8 факультетах, из которых 3 – технические:
1. Факультет механики (Wydział Mechaniczny)
2. Факультет транспорта, электротехники и информатики (Wydział Transportu, Elektrotechniki i Informatyki)
3. Факультет химической инженерии и товароведения (Wydział Inżynierii Chemicznej i Towaroznawstwa)
4. Факультет юридических и административных наук (Wydział Prawa i Administracji)
5. Факультет экономики и финансов (Wydział Ekonomii i Finansów)
6. Факультет искусств (Wydział Sztuki)
7. Филологическо-педагогический факультет (Wydział Filologiczno-Pedagogiczny)
8. Факультет медицинских наук и наук о здоровье (Wydział Nauk Medycznych i Nauk o Zdrowiu)